# Провулок Руслана Лужевського
Прову́лок Русла́на Луже́вського — провулок у Голосіївському районі міста Києва, місцевості Нова Забудова, Деміївка. Пролягає від Великої Васильківської вулиці до Деміївської площі.
Прилучається вулиця Миколи Грінченка. Поблизу перетину з залізницею — перерва в проляганні провулку.

## Історія
Ділянка провулку (від теперішньої Либідської площі до р. Либеді) прокладена в середині XX століття під назвою Нова вулиця.
Частина провулку (після перетину із залізницею) разом із проїздом вздовж Деміївського ринку до кінця 1930-х років складала частину Васильківського шляху від межі міста через Деміївку, пізніше входила до складу Великої Васильківської вулиці на Деміївці (Сталінці). Об'єднаний під назвою "Червоноармійський провулок" — з 1955 року.
Сучасна назва на честь Героя України, капітана групи «Альфа» Служби безпеки України, що загинув у ході Антитерористичної операції в Слов'янську Руслана Лужевського — з 2016 року.